# Olympie
Olympie, Starověká Olympie (řecky: Αρχαία Ολυμπία, "Starověká Olympie") je město v řecké regionální jednotce Élida v kraji Západní Řecko. Leží na západě Peloponéského poloostrova 19 km od Pyrgu. K roku 2011 žilo v obci Starověká Olympie 13 409 obyvatel, z čehož pouze 835 připadalo na samotné město Starověká Olympie. Ta vyrostla v těsném sousedství archeologického parku s památkami stejnojmenného antického svatostánku. Malé město má jednu hlavní třídu, množství hotelů a obchodů se suvenýry.

## Členění obce a obecních jednotek
Obec Starověká Olympie od roku 2011 zahrnuje 4 obecní jednotky. Více než tři pětiny obyvatel žijí v obecní jednotce Starověká Olympie. V závorkách je uveden počet obyvatel obecních jednotek a komunit.
- Obecní jednotka Starověká Olympie (8128) - komunity: Starověká Olympie (972), Starověká Pisa (398), Aspra Spitia (195), Chelidoni (550), Flokas (406), Irakleia (272), Kafkonia (160), Kamena (216), Kladeos (154), Koskinas (248), Kryoneri (139), Linaria (156), Louvro (240), Mageiras (100), Mouria (140), Pefkes (215), Pelopio (976), Platanos (780), Pournari (156), Smila (390), Strefi (555), Vasilaki (456), Xirokampos (263).
- Obecní jednotka Foloi (2969) - komunity: Achladini (266), Doukas (112), Foloi (208), Koumanis (506), Lalas (636), Milies (111), Nemouta (562), Neraida (280), Persaina (288).
- Obecní jednotka Lampeia (1000) - komunity: Astras (265), Lampeia (529), Oreini (206).
- Obecní jednotka Lasiona (1312) - komunity: Agia Kyriaki (78), Agia Triada (217), Antroni (573), Kakotari (180), Kryovrysi (187), Tsipiana (77).

### Členění komunity
- Komunita Starověká Olympie se skládá z vlastního města Starověká Olympie (835) a vesnice Drousa (137).

## Historie
Olympie byla svatostánek antického Řecka, nacházející se v Elidě, na východ od Pyrgu. V obecnou známost vešla jako dějiště antických olympijských her. V průběhu 19. a 20. století byly její pozůstatky odkryty a lokalita zpřístupněna veřejnosti. V roce 1961 byl na východním úpatí Kronova pahorku otevřen areál Mezinárodní olympijské akademie. V roce 1989 byl archeologický park zapsán na Seznam světového dědictví UNESCO.

### Počátky osídlení, první zmínky a rozkvět Olympie
Počátky osídlení spadají do poloviny 2. tisíciletí před naším letopočtem a pravděpodobně už okolo roku 1000 před naším letopočtem se tu konaly náboženské slavnosti na počest nejvyššího řeckého boha Dia. V roce 776 př. n. l. se tu konaly první olympijské hry, o kterých se dochovaly záznamy. Ty se pak konaly pravidelně jednou za čtyři roky, než je roku 394 zakázal římský císař Theodosius I. Hry pak sice ještě nějaký čas byly organizovány, již ale pouze na lokální úrovni.

### Úpadek a postupný zánik
První známky postupného úpadku se objevují ve 3. století. Řecko se tehdy jako součást Římské říše dostalo do hluboké krize, což mělo negativní dopady i na samotnou Olympii. Stavební aktivita se zcela zastavila a práce na sochařské výzdobě byly značně utlumeny.
V roce 256 vtrhl do země germánský kmen Herulů.
V roce 394 vydal římský císař Theodosius I. edikt, kterým zakázal olympijské hry a krátce na to vtrhl do Olympie další germánský kmen, tentokrát Vizigóti.
Roku 426 vydává císař Theodosiuse II. edikt, ve kterém znovu opakuje zákaz Olympijských her, navíc nařizuje zničit všechny pohanské chrámy. Co v Olympii po vykonání tohoto rozkazu zbylo, bylo zničeno zemětřeseními provázenými záplavami v roce 522 a 551.

### Znovuobjevení
První Evropan, který se vydal do Řecka vyhledat Olympii, byl pomořanský Němec Matthias Palbitzki. Svoji cestu uskutečnil v letech 1645 až 1648.

### Plán parku

1: Severovýchodní Propyleje
– 2: Prytaneion
– 3: Filippeion
– 4: Heřin chrám
– 5: Pelopion
– 6: Nymfaion Heroda Attika
– 7: Metroon
– 8: Pokladnice
– 9: Krytý vstup na stadion
– 10: Stadion
– 11: Stoa Echa
– 12: Building of Ptolemy II and Arsinoe
– 13: Hestiina stoa
– 14: Helenistická budova
– 15: Diův chrám
– 16: Diův oltář
– 17: Ex-voto of Achaeans
– 18: Ex-voto of Mikythos
– 19: Nike of Paeonius
– 20: Gymnasion
– 21: Palaestra
– 22: Theokoleon
– 23: Heroon
– 24: Feidova dílna přestavěná na byzantský chrám
– 25: Lázně Kladeos
– 26: Řecké lázně
– 27 a 28: Ubytovny
– 29: Leónidaion
– 30: Jižní lázně
– 31: Búleutérion
– 32: Jižní stoa
– 33: Nerova villa
Pokladnice
I: Sicyon
– II: Syracuse
– III: Epidamnus ?
– IV: Byzantium ?
– V: Sybaris ?
– VI: Cyrene ?
– VII: Unindentified
– VIII: Altar ?
– IX: Selinunte
– X: Metapontum
– XI: Megara
– XII: Gela